# Coppa Nordamericana di bob 2019
La Coppa Nordamericana di bob 2019 è stata l'edizione 2018-2019 del circuito continentale nordamericano organizzato dalla Federazione Internazionale di Bob e Skeleton; è iniziata il 7 novembre 2018 a Whistler, in Canada, e si è conclusa il 13 gennaio 2019 a Calgary, sempre in Canada. Vennero disputate ventiquattro gare: sedici per gli uomini e otto per le donne in quattro differenti località.
Vincitori dei trofei, conferiti ai piloti classificatisi per primi nel circuito, sono stati la canadese Kori Hol nel bob a due femminile e il connazionale Chris Spring in tutte le discipline maschili (bob a due, bob a quattro e combinata).

## Calendario
| Località    | Data                        | Donne     | Uomini    | Uomini        |
| Località    | Data                        | Bob a due | Bob a due | Bob a quattro |
| ----------- | --------------------------- | --------- | --------- | ------------- |
| Whistler    | 7-10 novembre 2018          | ●●        | ●●        | ●●            |
| Park City   | 19-21 novembre 2018         | ●●        | ●●        | ●●            |
| Lake Placid | 30 novembre-3 dicembre 2018 | ●●        | ●●        | ●●            |
| Calgary     | 10-13 gennaio 2019          | ●●        | ●●        | ●●            |
| Totale      | Totale                      | 8         | 8         | 8             |

## Risultati

### Donne
| Data             | Località    | Specialità | Prime classificate                             | Seconde classificate                        | Terze classificate                           |
| ---------------- | ----------- | ---------- | ---------------------------------------------- | ------------------------------------------- | -------------------------------------------- |
| 8 novembre 2018  | Whistler    | A due      | Julie Johnson Cynthia Serwaah Canada           | Elana Meyers-Taylor Lake Kwaza Stati Uniti  | Brittany Reinbolt Lauren Gibbs Stati Uniti   |
| 9 novembre 2018  | Whistler    | A due      | Elana Meyers-Taylor Sylvia Hoffman Stati Uniti | Julie Johnson Cynthia Serwaah Canada        | Nicole Vogt Nicole Brundgardt Stati Uniti    |
| 19 novembre 2018 | Park City   | A due      | Mica McNeill Montell Douglas Regno Unito       | Nicole Vogt Terra Evans Stati Uniti         | Ying Qing Huang Jiajia Cina                  |
| 20 novembre 2018 | Park City   | A due      | Mica McNeill Montell Douglas Regno Unito       | Ying Qing Ma Yuanyuan Cina                  | Huai Mingming Tan Yinghu Cina                |
| 30 novembre 2018 | Lake Placid | A due      | Mica McNeill Montell Douglas Regno Unito       | Nicole Vogt Tiffeny Parker Stati Uniti      | Kori Hol Dawn Richardson Wilson Canada       |
| 1º dicembre 2018 | Lake Placid | A due      | Mica McNeill Aleasha Kiddle Regno Unito        | Catherine Medeiros Andreanne Frigon Canada  | Cynthia Serwaah Stefanie Schoenberger Canada |
| 11 gennaio 2019  | Calgary     | A due      | Kristi Koplin Terra Evans Stati Uniti          | Kori Hol Dawn Richardson Wilson Canada      | Catherine Medeiros Mackenzie Stewart Canada  |
| 12 gennaio 2019  | Calgary     | A due      | Kori Hol Dawn Richardson Wilson Canada         | Catherine Medeiros Mackenzie Stewart Canada | Nicole Vogt Nicole Brundgardt Stati Uniti    |

### Uomini
| Data             | Località    | Specialità | Primi classificati                                                         | Secondi classificati                                                          | Terzi classificati                                                        |
| ---------------- | ----------- | ---------- | -------------------------------------------------------------------------- | ----------------------------------------------------------------------------- | ------------------------------------------------------------------------- |
| 8 novembre 2018  | Whistler    | A due      | Justin Kripps Ben Coakwell Canada                                          | Nicholas Poloniato Cameron Stones Canada                                      | Chris Spring Ryan Sommer Canada                                           |
| 9 novembre 2018  | Whistler    | A due      | Justin Kripps Ryan Sommer Canada                                           | Rudy Rinaldi Boris Vain Monaco                                                | Taylor Austin William Auclair Canada                                      |
| 9 novembre 2018  | Whistler    | A quattro  | Justin Kripps Ryan Sommer Cameron Stones Ben Coakwell Canada               | Rudy Rinaldi Thibault Demarthon Boris Vain Steven Borges Mendonaca Monaco     | Won Yun-jong Kim Dong-hyun Lee Gyeong-min Oh Je-han Corea del Sud         |
| 10 novembre 2018 | Whistler    | A quattro  | Justin Kripps Ryan Sommer Cameron Stones Ben Coakwell Canada               | Chris Spring William Auclair Darren Lundrigan Teodor Kostelnik Canada         | Codie Bascue James Reed Joshua Williamson Hakeem Abdul-Saboor Stati Uniti |
| 19 novembre 2018 | Park City   | A due      | Rudy Rinaldi Boris Vain Monaco                                             | Chris Spring Gabriel Chiasson Canada                                          | Sun Kaizhi Shi Hao Cina                                                   |
| 20 novembre 2018 | Park City   | A due      | Rudy Rinaldi Boris Vain Monaco                                             | Chris Spring Darren Lundrigan Canada                                          | Michael Vogt Alain Knuser Svizzera                                        |
| 21 novembre 2018 | Park City   | A quattro  | Rudy Rinaldi Boris Vain Thibault Demarthon Steven Borges Mendonaca Monaco  | Lamin Deen John Baines Ryan Letts Tremayne Gilling Regno Unito                | Dominik Dvořák Jaroslav Kopřiva Jan Šindelář Jakub Nosek Rep. Ceca        |
| 21 novembre 2018 | Park City   | A quattro  | Dominik Dvořák Jaroslav Kopřiva Jan Šindelář Jakub Nosek Rep. Ceca         | Brad Hall Nick Gleeson Alan Toward Ben Simons Regno Unito                     | Lamin Deen John Baines Ryan Letts Tremayne Gilling Regno Unito            |
| 30 novembre 2018 | Lake Placid | A due      | Chris Spring Darren Lundrigan Canada                                       | Geoffrey Gadbois Kristopher Horn Stati Uniti                                  | Frank Delduca Carlo Valdes Stati Uniti                                    |
| 1º dicembre 2018 | Lake Placid | A due      | Chris Spring Darren Lundrigan Canada                                       | Geoffrey Gadbois Kristopher Horn Stati Uniti                                  | Frank Delduca Sam Moeller Stati Uniti                                     |
| 2 dicembre 2018  | Lake Placid | A quattro  | Hunter Church Sam Moeller Christopher Walsh Jamil Muhammed-Ray Stati Uniti | Chris Spring Darren Lundrigan Gabriel Chiasson Cyrus Gray Canada              | Lamin Deen Ryan Letts John Baines Adam Hames Regno Unito                  |
| 2 dicembre 2018  | Lake Placid | A quattro  | Chris Spring Darren Lundrigan Gabriel Chiasson Cyrus Gray Canada           | Lamin Deen Ryan Letts John Baines Adam Hames Regno Unito                      | Brad Hall Alan Toward Nick Gleeson Ben Simons Regno Unito                 |
| 10 gennaio 2019  | Calgary     | A due      | Geoffrey Gadbois Kristopher Horn Stati Uniti                               | Chris Spring Taylor Austin Canada                                             | Frank Delduca Sam Moeller Stati Uniti                                     |
| 11 gennaio 2019  | Calgary     | A due      | Chris Spring Neville Wright Canada                                         | Geoffrey Gadbois Dakota Lynch Stati Uniti                                     | Lamin Deen Ryan Letts Regno Unito                                         |
| 12 gennaio 2019  | Calgary     | A quattro  | Geoffrey Gadbois Sam Moeller Christopher Walsh Kristopher Horn Stati Uniti | Hunter Church Derek Crittenden Michael Fogt Dakota Lynch Stati Uniti          | Lamin Deen James Axel Brown Ryan Letts Tremayne Gilling Regno Unito       |
| 13 gennaio 2019  | Calgary     | A quattro  | Hunter Church Derek Crittenden Michael Fogt Dakota Lynch Stati Uniti       | Geoffrey Gadbois Sam Moeller Christopher Walsh Jamil Muhammed-Ray Stati Uniti | Chris Spring Teodor Kostelnik John Krause Clifford Crews Canada           |

## Classifiche

### Bob a due donne
| Pos. | Nome pilota         | Nazione     | WHI-1 | WHI-2 | PKC-1 | PKC-2 | LAK-1 | LAK-2 | CAL-1 | CAL-2 | Punti |
| ---- | ------------------- | ----------- | ----- | ----- | ----- | ----- | ----- | ----- | ----- | ----- | ----- |
| 1    | Kori Hol            | Canada      | 6     | 6     | 6     | 6     | 3     | 5     | 2     | 1     | 776   |
| 2    | Ashleigh Werner     | Australia   | 9     | 8     | 7     | 4     | 6     | 6     | 5     | 6     | 692   |
| 3    | Nicole Vogt         | Stati Uniti | 7     | 3     | 2     | DSQ   | 2     | 4     | 1     | DNF   | 604   |
| 4    | Catherine Medeiros  | Canada      | -     | -     | 5     | 8     | DNF   | 2     | 3     | 2     | 494   |
| 5    | Mica McNeill        | Regno Unito | DNS   | DNS   | 1     | 1     | 1     | 1     | -     | -     | 480   |
| 6    | Cynthia Serwaah     | Canada      | -     | -     | -     | 5     | 4     | 3     | 6     | 7     | 462   |
| 7    | Melissa Lotholz     | Canada      | -     | -     | 9     | DNS   | 5     | 7     | 4     | 5     | 440   |
| 8    | Huai Mingming       | Cina        | 5     | 7     | 4     | 3     | -     | -     | -     | -     | 374   |
| 9    | Julie Johnson       | Canada      | 1     | 2     | -     | -     | -     | -     | -     | -     | 230   |
| 9    | Elana Meyers-Taylor | Stati Uniti | 2     | 1     | -     | -     | -     | -     | -     | -     | 230   |

### Bob a due uomini
| Pos. | Nome pilota        | Nazione     | WHI-1 | WHI-2 | PKC-1 | PKC-2 | LAK-1 | LAK-2 | CAL-1 | CAL-2 | Punti |
| ---- | ------------------ | ----------- | ----- | ----- | ----- | ----- | ----- | ----- | ----- | ----- | ----- |
| 1    | Chris Spring       | Canada      | 3     | 5     | 2     | 2     | 1     | 1     | 2     | 1     | 884   |
| 2    | Lamin Deen         | Regno Unito | 13    | 12    | 12    | 6     | 4     | 6     | 4     | 3     | 658   |
| 3    | Geoffrey Gadbois   | Stati Uniti | -     | -     | 6     | 5     | 2     | 2     | 1     | 1     | 630   |
| 4    | Frank Delduca      | Stati Uniti | -     | -     | 9     | 14    | 3     | 3     | 3     | 4     | 534   |
| 5    | Michael Vogt       | Svizzera    | 9     | 7     | 7     | 3     | 7     | 4     | -     | -     | 526   |
| 6    | Hunter Church      | Stati Uniti | -     | -     | 11    | 9     | 5     | 5     | 5     | 5     | 512   |
| 7    | Tyler Hickey       | Stati Uniti | -     | -     | 15    | 12    | 8     | 7     | 6     | 6     | 456   |
| 8    | Brad Hall          | Regno Unito | 16    | 6     | 4     | 4     | 6     | DNS   | -     | -     | 416   |
| 9    | Rudy Rinaldi       | Monaco      | -     | 2     | 1     | 1     | -     | -     | -     | -     | 350   |
| 10   | Stephens Shanwayne | Giamaica    | 17    | 17    | 18    | 15    | 10    | 9     | -     | -     | 328   |

### Bob a quattro uomini
| Pos. | Nome pilota      | Nazione     | WHI-1 | WHI-2 | PKC-1 | PKC-2 | LAK-1 | LAK-2 | CAL-1 | CAL-2 | Punti |
| ---- | ---------------- | ----------- | ----- | ----- | ----- | ----- | ----- | ----- | ----- | ----- | ----- |
| 1    | Chris Spring     | Canada      | 5     | 2     | 8     | 8     | 2     | 1     | 4     | 3     | 790   |
| 2    | Lamin Deen       | Regno Unito | 7     | 9     | 2     | 3     | 3     | 2     | 3     | 4     | 782   |
| 3    | Hunter Church    | Stati Uniti | -     | -     | 7     | 4     | 1     | 4     | 2     | 1     | 626   |
| 4    | Geoffrey Gadbois | Stati Uniti | -     | -     | 9     | 5     | 5     | 5     | 1     | 2     | 582   |
| 5    | Brad Hall        | Regno Unito | 4     | DSQ   | 4     | 2     | 4     | 3     | -     | -     | 500   |
| 6    | Dominik Dvořák   | Rep. Ceca   | 10    | 4     | 3     | 1     | -     | -     | -     | -     | 390   |
| 7    | Taylor Austin    | Canada      | 11    | 8     | -     | -     | -     | -     | 5     | 5     | 332   |
| 8    | Michael Vogt     | Svizzera    | 12    | 10    | 6     | 6     | -     | -     | -     | -     | 312   |
| 9    | Shao Yijun       | Cina        | 8     | 7     | -     | 7     | -     | -     | -     | -     | 248   |
| 10   | Justin Kripps    | Canada      | 1     | 1     | -     | -     | -     | -     | -     | -     | 240   |

### Combinata uomini
| Pos. | Nome pilota      | Nazione     | Punti |
| ---- | ---------------- | ----------- | ----- |
| 1    | Chris Spring     | Canada      | 1674  |
| 2    | Lamin Deen       | Regno Unito | 1440  |
| 3    | Geoffrey Gadbois | Stati Uniti | 1212  |
| 4    | Hunter Church    | Stati Uniti | 1138  |
| 5    | Brad Hall        | Regno Unito | 916   |
| 6    | Michael Vogt     | Svizzera    | 838   |
| 7    | Dominik Dvořák   | Rep. Ceca   | 710   |
| 8    | Taylor Austin    | Canada      | 650   |
| 9    | Tyler Hickey     | Stati Uniti | 632   |
| 10   | Rudy Rinaldi     | Monaco      | 580   |